# Paraparatrechina
Paraparatrechina is een geslacht van vliesvleugelige insecten van de familie Mieren (Formicidae).

## Soorten
- P. albipes (Emery, 1899)
- P. brunnella LaPolla & Cheng, 2010
- P. bufona (Wheeler, W.M., 1922)
- P. butteli (Forel, 1913)
- P. caledonica (Forel, 1902)
- P. concinnata LaPolla & Cheng, 2010
- P. dichroa (Karavaiev, 1933)
- P. emarginata (Forel, 1913)
- P. foreli (Emery, 1914)
- P. glabra (Forel, 1891)
- P. gnoma LaPolla & Cheng, 2010
- P. iridescens (Donisthorpe, 1942)
- P. kongming (Terayama, 2009)
- P. koningsbergeri (Karavaiev, 1933)
- P. lecamopteridis (Donisthorpe, 1941)
- P. minutula (Forel, 1901)
- P. myops LaPolla & Fisher, 2010
- P. nana (Santschi, 1928)
- P. nettae (Forel, 1911)
- P. oceanica (Mann, 1921)
- P. ocellatula LaPolla & Fisher, 2010
- P. opaca (Emery, 1887)

- P. oreias LaPolla & Cheng, 2010
- P. pallida (Donisthorpe, 1947)
- P. pusillima (Emery, 1922)
- P. sauteri (Forel, 1913)
- P. splendida LaPolla & Cheng, 2010
- P. subtilis (Santschi, 1920)
- P. tapinomoides (Forel, 1905)
- P. umbranatis LaPolla & Cheng, 2010
- P. weissi (Santschi, 1910)